# 石田裕揮
石田 裕揮（いしだ ひろき）は、日本の漫画家、イラストレーター。イラストレーターとしては「ガガイモ」名義で活動している。

## 来歴
2019年10月、『ハルタ』（KADOKAWA）Vol.68より風呂とランニングを題材とした『ふろラン』の連載を開始し、2021年10月にVol.88にて完結を迎える。

## 作風
『明日ちゃんのセーラー服』にも共通する、人物の日常を切り抜いた細かな仕草の描写を得意とする。石田は同作に触れて強い衝撃を受けたことを明かしている。

## 作品リスト

### 連載
- ふろラン（『ハルタ』Vol.68[3] - Vol.88[4]、KADOKAWA、全2巻）

### 読み切り
- タイトル不明（『ハルタ』Vol.56特典小冊子『変身フェローズ』[6]）
- 鯉系女子〜リケジョ〜（『ハルタ』Vol.61[7]）
- 七海ちゃんは待ち焦がれる（『週刊ヤングマガジン』2022年27号[8]）

### その他
- 『ハルタ』Vol.67 - カバーイラスト[9]
- キドジロウ『嫌な顔されながらおパンツ見せてもらいたい 〜余はパンツが見たいぞ〜』第1巻付属『嫌な顔されながらスペシャルなおパンツ見せてもらいたいイラスト小冊子』（2019年9月[10]） - イラストとコメント収録、ガガイモ名義[10]
- ハルタぬり絵帳（『ハルタ』Vol.80[11]） - ぬり絵用イラスト掲載[11]
- たーぼえんじん『女騎士とケモミミの子』第1巻応援イラスト（2022年9月[12]）